# Slepčíkovití
Slepčíkovití (Anomalepidae) je čeleď nejedovatých hadů. Vyskytují se na jihu Střední Ameriky a severozápadě Jižní Ameriky.

## Evoluce
Zástupci této skupiny se objevili pravděpodobně v průběhu druhohor (v období pozdně jurské až raně křídové periody, asi před 160 až 125 miliony let). Fosilie zástupců této skupiny jsou známé například z pozdní křídy Brazílie (druh Boipeba tayasuensis).

## Popis
Jedná se o vývojově a anatomicky primitivní hady, kteří mají ve spodní čelisti pouze jeden zub (druh Typhlophis squamosus dokonce žádný). Některé druhy mají však zuby dva.[zdroj?] Pánevní kosti už však patrné nejsou. Obecně jde o hady velmi podobné slepákovitým.[zdroj?] Slepčíci kladou vejce, některé druhy je však dokážou zadržet v těle tak dlouho, až se narodí živá mláďata.

## Rody
V současné době jsou uznávány 4 rody, které zahrnují celkem 15 druhů:
- Anomalepis – 4 druhy
- Helminthophis – 3 druhy
- Liotyphlops – 7 druhů
- Typhlophis – 1 druh